# 罗祖亮
罗祖亮（1957年—），常德武陵人，汉族，中华人民共和国政治人物、第十二届全国人民代表大会湖南地区代表。
毕业于湖南大学企业经济管理专业。加入中国共产党，担任湖南洞庭水殖股份有限公司董事长。2008年起担任全国人大代表。2013年，担任全国人大代表。